# سرو اوئاچاماکاری
سرو اوئاچاماکاری (به اسپانیایی: Cerro Huachamacare) یک کوه در ونزوئلا است که در آمازوناس (ایالت ونزوئلا) واقع شده‌است. سرو اوئاچاماکاری ۱٬۹۰۰ متر بالاتر از سطح دریا واقع شده‌است.